# Передовик (Суражский район)
Передовик — опустевший поселок в Суражском районе Брянской области в составе Дубровского сельского поселения.

## География
Находится в северо-западной части Брянской области на расстоянии приблизительно 10 км на север по прямой от районного центра города Сураж.

## История
Упоминался с 1930-х годов как одноимённый колхоз..
На карте 1941 года отмечен как поселок с 13 дворами.
До 2005 в Слищенском сельсовете (в 1954—1974 в Далисичском сельсовете).

## Население
6 человек (2002), 0 человек (2010).